# Miracolo eucaristico di Alatri
Il miracolo dell'ostia incarnata, avvenuto ad Alatri nel 1228, è riconosciuto dalla Chiesa cattolica come uno dei quattro miracoli eucaristici principali (gli altri vengono riportati a Bolsena, Lanciano e Siena).

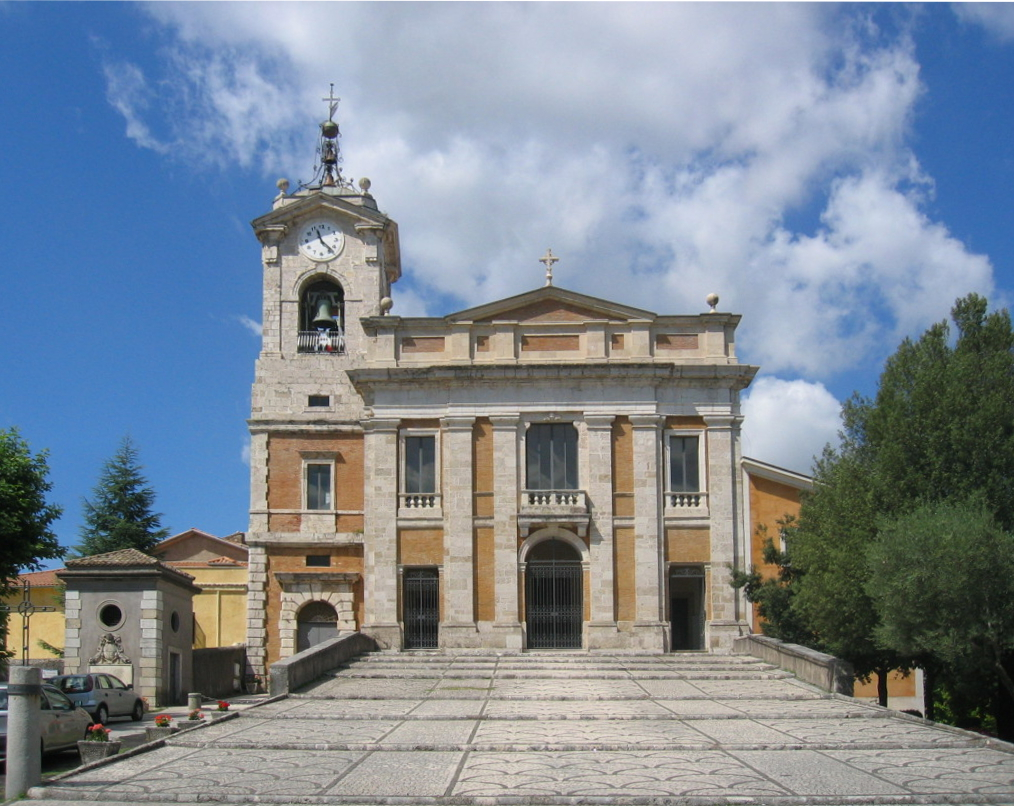
Cattedrale di San Paolo ad Alatri

## Storia
Il documento in cui è meglio descritto l'avvenimento è la bolla inviata da Gregorio IX al vescovo diocesano Giovanni V, datata 13 marzo 1228 e nota come Fraternitatis Tuae. L'evento assunse un particolare valore simbolico poiché sarebbe avvenuto pochi anni dopo il Concilio Lateranense IV (1215), che aveva definito la dottrina della Transustanziazione.
La storia, così come viene tramandata, è raffigurata su una serie di affreschi presenti nelle pareti laterali della cattedrale di Alatri: una giovane donna, istigata da una vecchia malefica, al momento di ricevere l'eucaristia trattenne nella bocca l'ostia consacrata, nascondendola poi in un panno per portarla a casa e consegnarla alla vecchia in un secondo momento. Nascosta l'ostia in un'arca per il pane, la giovane si recò a prenderla dopo tre giorni rinvenendo tuttavia, invece del pane, un pezzo di carne umana. Pentita per il suo gesto sacrilego, confessò l'accaduto e consegnò al vescovo il frammento di carne ancora sanguinante.
La reliquia del miracolo è oggi conservata nella cappella a essa dedicata, nella navata destra della cattedrale di San Paolo ad Alatri.